# Pfarrkirche Poggersdorf

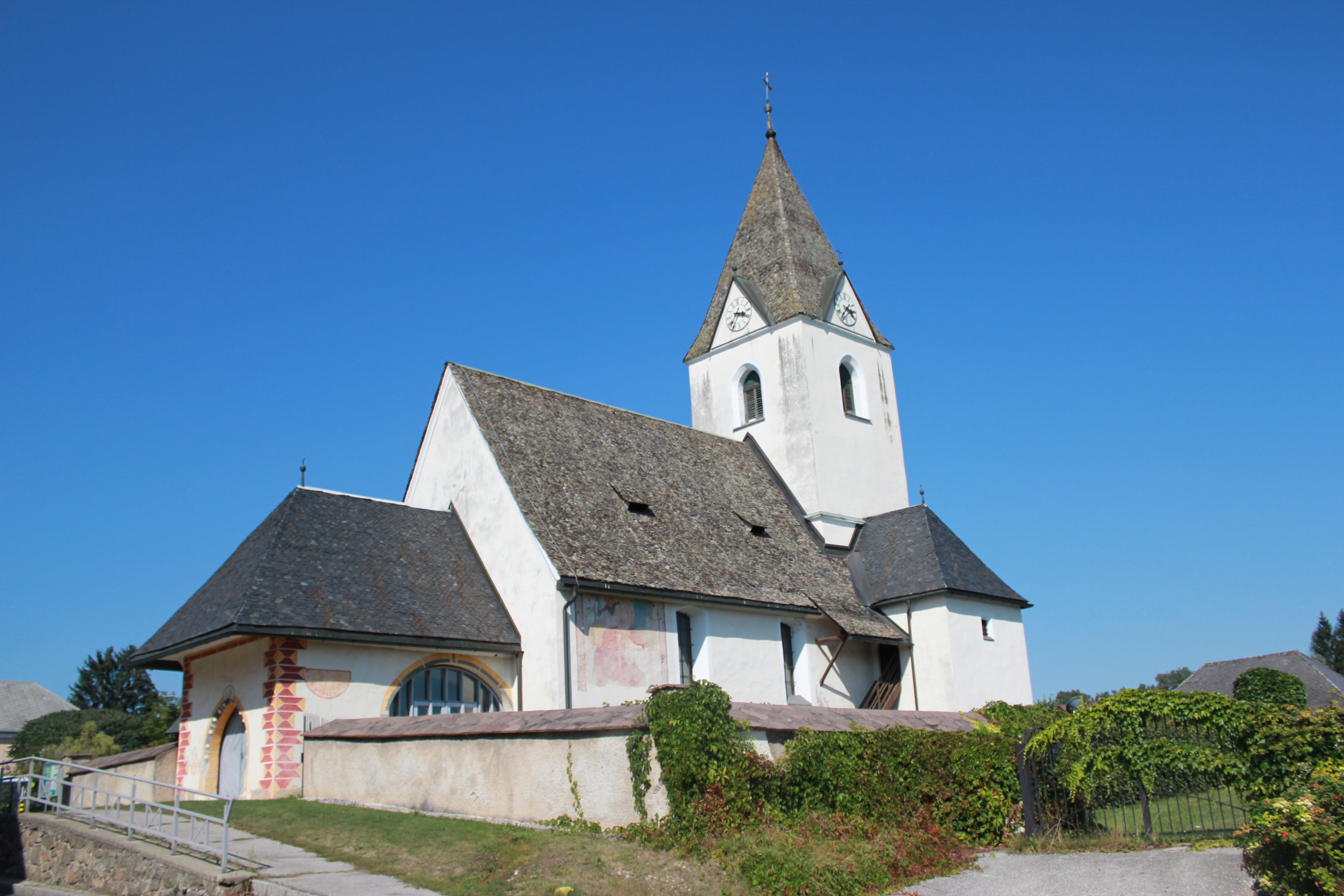

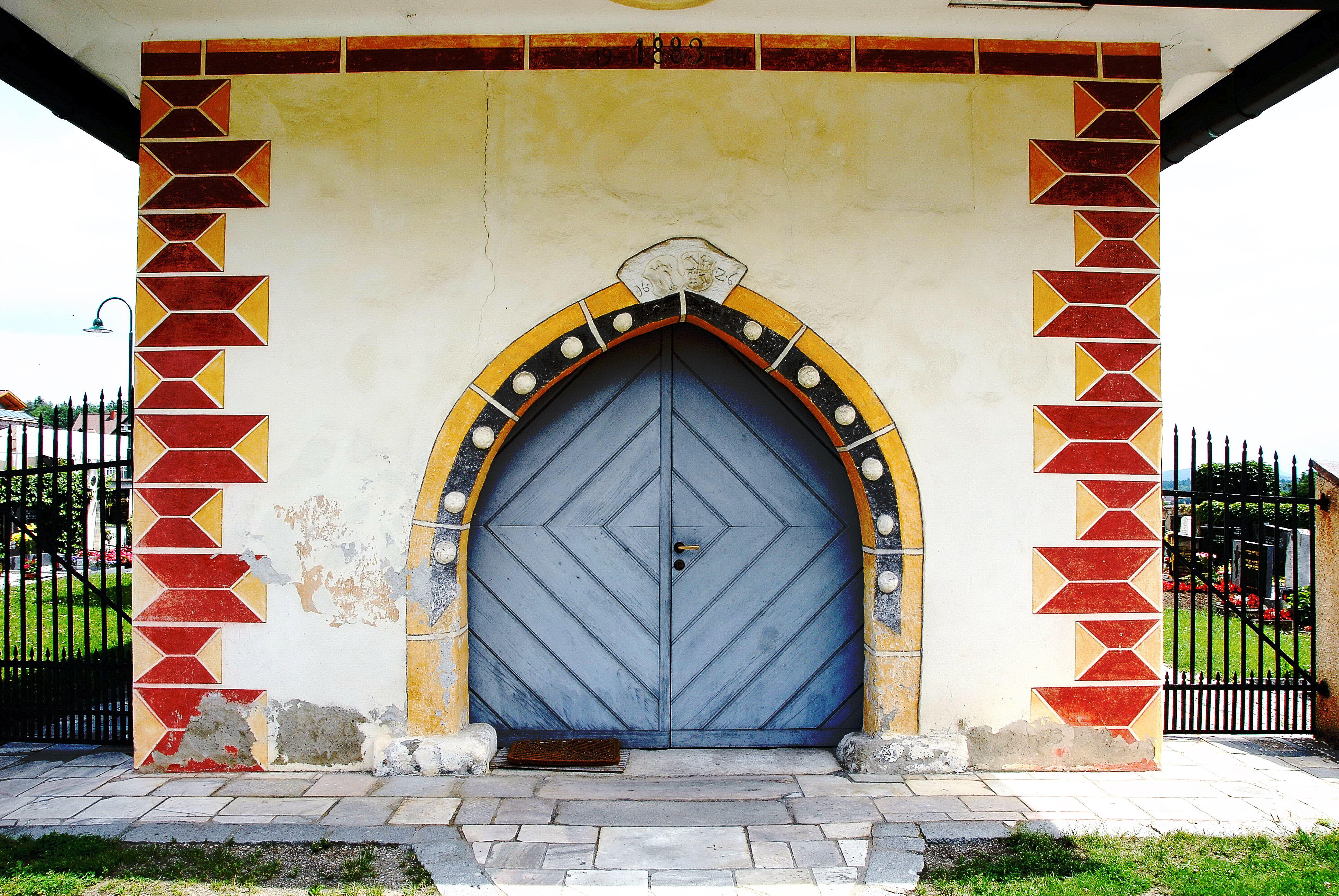
Portal

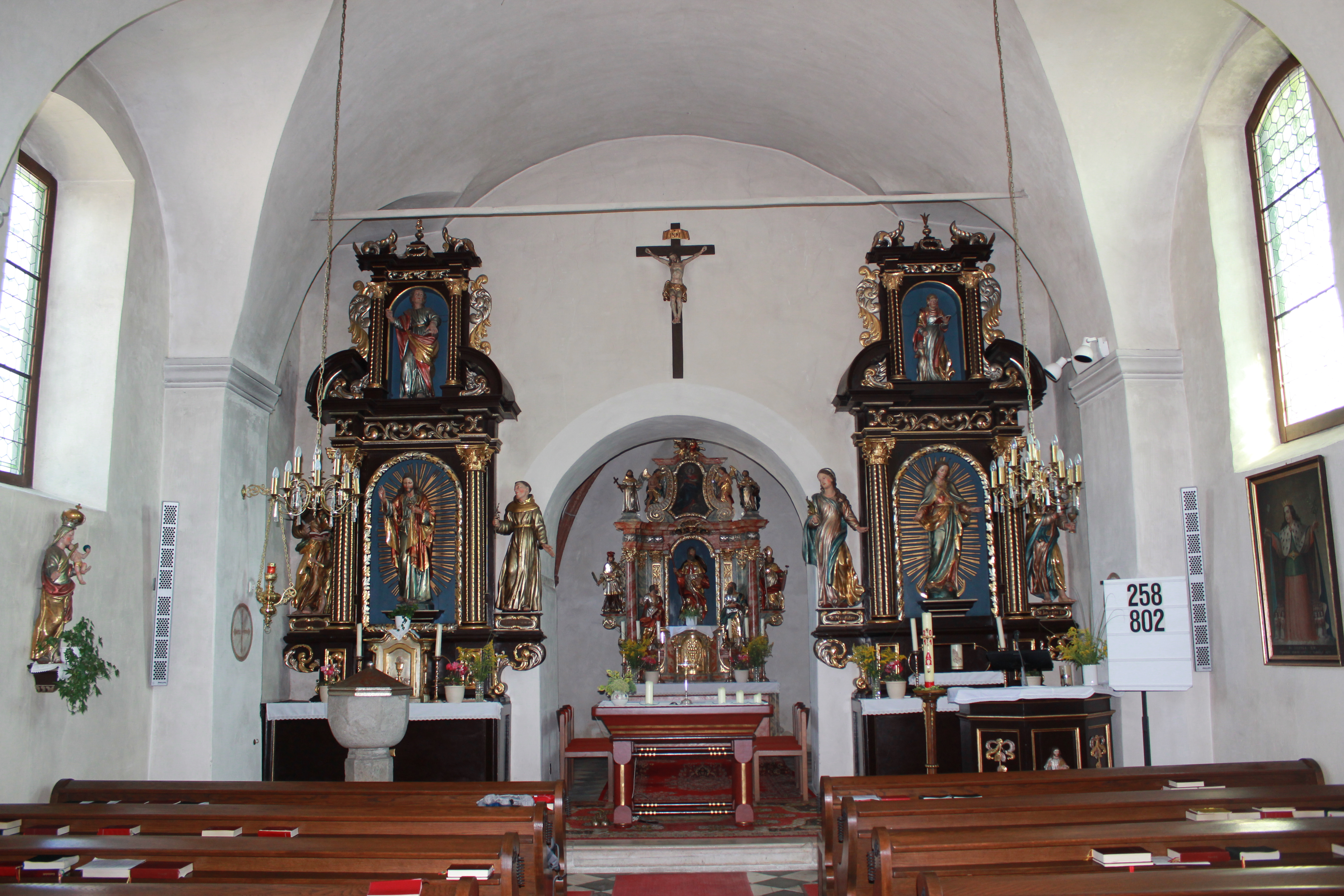
Innenansicht

Die römisch-katholische Pfarrkirche Poggersdorf in der gleichnamigen Gemeinde ist dem Heiligen Jakobus dem Älteren (Hl. Jakobus major) geweiht. Die Kirche wurde 1616 erstmals als Filiale von Tainach erwähnt und 1778 zur Pfarre erhoben. Sie steht unter Denkmalschutz (Listeneintrag).

## Baubeschreibung
Die Kirche stammt im Kern aus dem 12./13. Jahrhundert und wurde im Laufe von Gotik und Barock verändert. Der spätgotische Chorturm wurde um 1550 errichtet und besitzt Gurtensime, spitzbogige Schallfenster und einen steinplattlgedeckten Pyramidenhelm. An der Südseite des Turmes, zugleich Chores, ist eine zweigeschoßige Sakristei angebaut. Im Osten befindet sich ein zweibahniges, gotisches Maßwerkfenster, die übrigen Fenster wurden barockisiert. Die westliche Vorhalle ist mit Diamantquaderdekor des frühen 17. Jahrhunderts geschmückt. Am breiten, spitzbogigen Eingangsportal ist das Wappen des Völkermarkter Propstes Dr. Johann Franz I. Gentilotti von 1626 angebracht, über dem schmalen, profilierten, spitzbogigen Kirchenportal ein vermutlich gotisches Kopfrelief. Neben dem Kirchenportal steht ein Opfertisch (Altar). Folgende römische Spolien sind an der Kirche eingemauert: ein Relieffragment mit Akanthusornament neben dem Kirchenportal, an der Nordwest-Ecke des Langhauses unter der Dachtraufe eine Grabinschrift für Tiberius Julius Quartus und Matrona, an der Nordostecke des Turmes ein Randleistenfragment sowie ein kleines Fragment einer römerzeitlichen Grabbauinschrift.
In der Eingangslaube befindet sich der gut erhaltene und künstlerisch gestaltete slowenische Grabstein vom Priester Valentin Božič, der zur Zeit der Marienerscheinung in Dolina amtierte. Das vierjochige Langhaus ist mit einer barocken Stichkappentonne überwölbt, die auf Wandpfeilern ruht. Ein niedriger romanischer Triumphbogen verbindet das Langhaus mit dem um zwei Stufen erhöhten Chorquadrat, das mit einem gotischen Rautensternrippengewölbe mit Wappenschlussstein ausgestattet ist.

## Einrichtung
Der Hochaltar aus dem Jahre 1754 wurde von Anton Langpart aus Griffen gefasst. In der Nische steht die Figur des heiligen Jakobus des Älteren, die innen von den Apostelfürsten Petrus und Paulus und außen von den Heiligen Johannes Nepomuk und Erasmus flankiert wird. Das Aufsatzbild zeigt eine Maria Immaculata, daneben stehen die Statuetten der Heiligen Franziskus und Rochus. Den Abschluss bildet die plastische Darstellung der Heiligen Dreifaltigkeit.
Die beiden Seitenaltäre stammen aus dem 17. Jahrhundert, wurden jedoch im 18. Jahrhundert erneuert. Am linken Altar stehen eine Herz-Jesu-Statue von 1917, daneben die neobarocken Figuren der heiligen Matthäus und Antonius von Padua, im Aufsatz der Apostel Johannes. Neben dem Altar ist die Statue des heiligen Matthias aufgestellt. Am rechten Altar ist eine Herz-Marien-Statue von 1917 sowie die neobarocken Statuen der Maria Magdalena und Johannes Ev. zu sehen. Die Figurengruppe im Aufsatz stellt den Unterricht Mariens dar.
Der Korb der um 1900 entstanden Kanzel wird als Ambo verwendet. An der Westwand hängt ein Votivbild von 1873 die heilige Ursula darstellend mit der slowenischen Inschrift: „sv. Ursula D. M., izprosi nam srečno zadnjo uro“ (Bitte für unser Glück in unserer letzten Stunde). An derselben Wand ist der Grabstein des Leonardus Potlich Zelosus von 1737 angebracht.

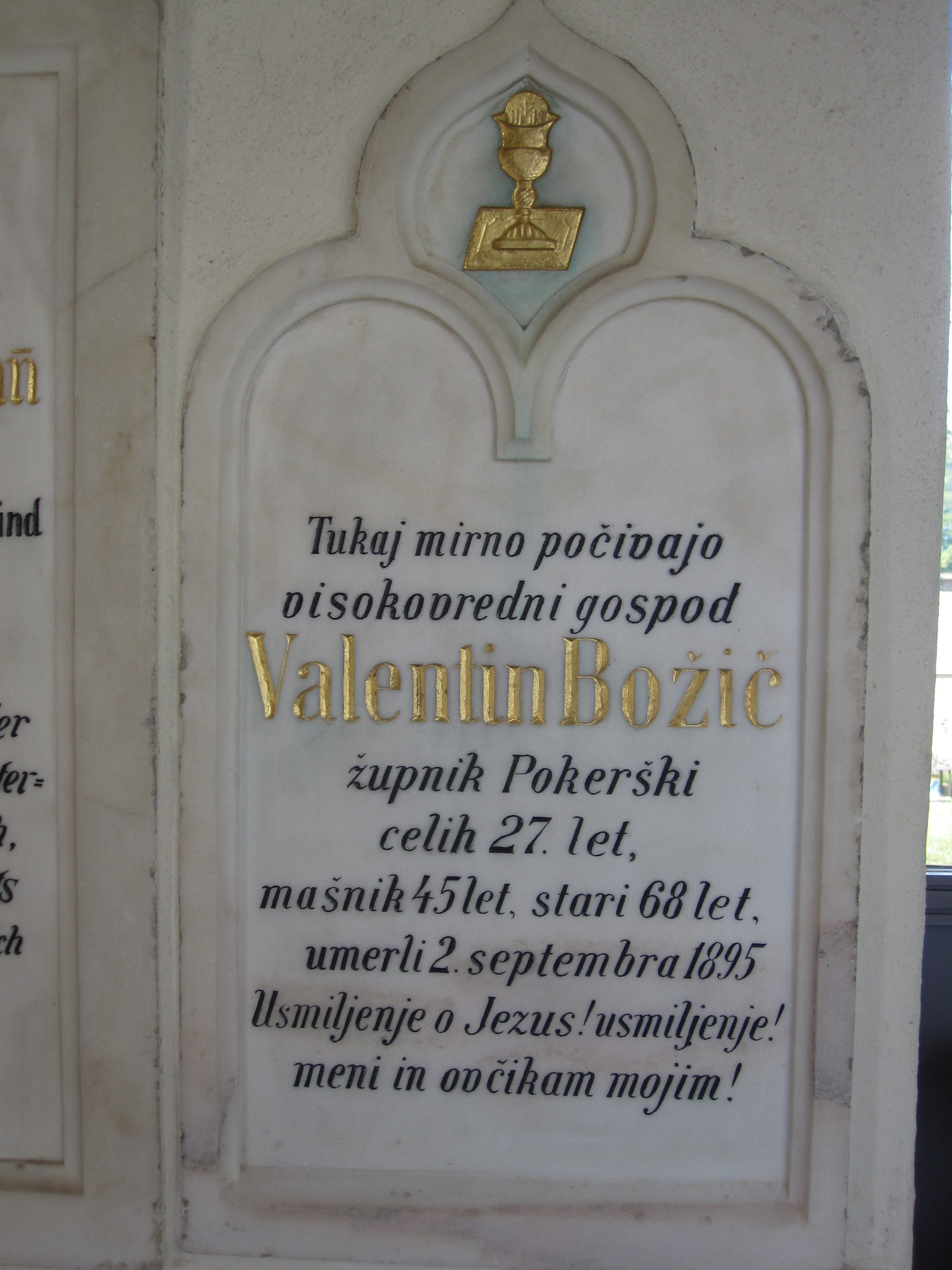
Valentin Božič-Grabstein, Poggersdorf

Vollständig erhalten geblieben ist auch ein slowenischer Kreuzweg aus dem Ende des 19. Jahrhunderts, der zusammen mit den anderen slowenischen Inschriften die Pfarrkirche von Poggersdorf zu einem bedeutenden Ensemble der slowenischen Kulturgeschichte im Klagenfurter Feld macht.